# 4 Copas
4 Copas é um filme português realizado por Manuel Mozos, produzido por Maria João Sigalho, na produtora Rosa Filmes de Joaquim Sapinho, lançado em Portugal em 2009.
O argumento é de Manuel Mozos e Octávio Rosado.

## Elenco
O elenco do filme é composto por Rita Martins, João Lagarto, Margarida Marinho, Filipe Duarte e ainda Carloto Cotta e Diana Costa e Silva.